# 殷皇子大馬路
22°11′27.99″N 113°32′31.86″E / 22.1911083°N 113.5421833°E
殷皇子大馬路（葡萄牙語：Avenida do Infante D. Henrique）是澳門的一條交通要道，位於澳門半島南灣的東北部，按堂區劃分它則屬於大堂區。它的東南端在葡京路與亞馬喇前地交界，沿途與商業學校街、約翰四世大馬路及羅保博士街相交，西北端至南灣大馬路連接亞美打利庇盧大馬路，長約350米，闊約26米。街道名稱是以對葡萄牙航海事業出力甚多的恩里克王子命名。現時這條街道也是澳門珠寶首飾店集中地之一，而澳門博彩業的地標建築葡京酒店和新葡京亦座落在此馬路的東南端。

## 名稱由來

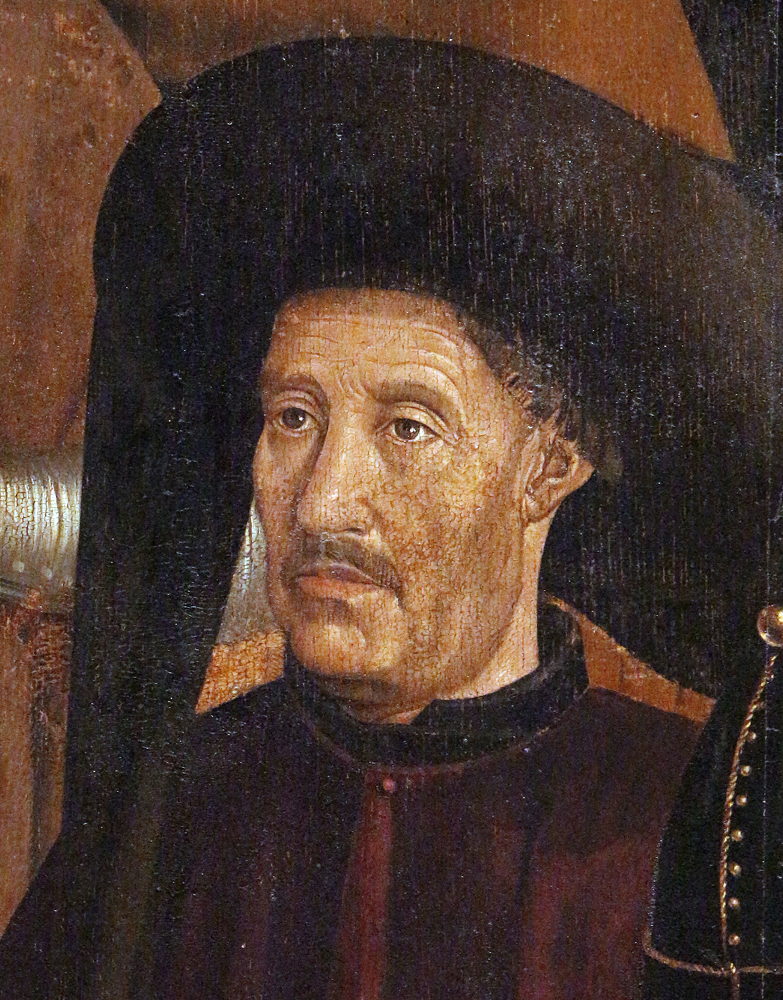
恩里克

這條街道的名字「殷皇子」，其中的「殷」字是葡萄牙航海家恩里克（Dom Henrique）王子的名字在澳門的音譯字頭（澳門譯作「殷理基」）；而「皇子（Infante）」，在古葡萄牙語中則是指「不繼承王位的王子」。恩里克王子生於1394年，是葡萄牙和阿爾加爾維國王若昂一世的兒子，由於恩里克王子在同輩中排行第三，故他就不太可能繼承王位。不過他對葡萄牙的航海事業有着重要的貢獻，在15世紀多次派出探險船隊到非洲西岸考察，也建立了全世界首間航海學校。恩里克王子在1460年逝世。

在十月初五日街也有一條以「不繼承王位的王子」為名的街道與之相交，是為皇子街（Rua do Infante）。

## 歷史沿革及景況

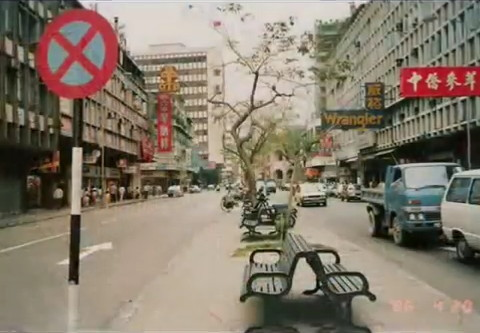
1986年的殷皇子大馬路

殷皇子大馬路的位置原為海域，至1930年代南灣填海後這一帶才出現。在填海的計劃中，這條馬路原是亞美打利庇盧大馬路（簡稱「新馬路」）的其中一部份，不過後來因為某些失誤，導致出現了兩個名稱，殷皇子大馬路就是這樣而來的。
至於街道的命名，澳門市政廳在1939年1月25日的市政會議中，決議將其命名為 ，2月18日刊登憲報後正式實施，憲報上把中文名字記為「殷理基皇子大馬路」；不過後來於1940年有關提及這條馬路的憲報中，可見名字中的「殷理基皇子」部份已被縮短成「殷皇子」，並一直沿用至今。
在葡京酒店未建成前，殷皇子大馬路的起點原本位於賈羅布大馬路與殷豐素王大馬路（即今殷豐素王前地）交界處，並沿途與薩拉沙博士大馬路（友誼大馬路）平行至亞馬喇圓形地，然後再伸展至新馬路與南灣街（南灣大馬路）交界，當時全長有約550米左右。此馬路建成後，在馬路中間種有可作遮蔭的樹木，後來還設有座椅，形成了路中心的小型休憩區。1964年葡京酒店動工興建，自此賈羅布大馬路至亞馬喇圓形地的一段殷皇子大馬路被佔用，長度縮短為現在的350米。

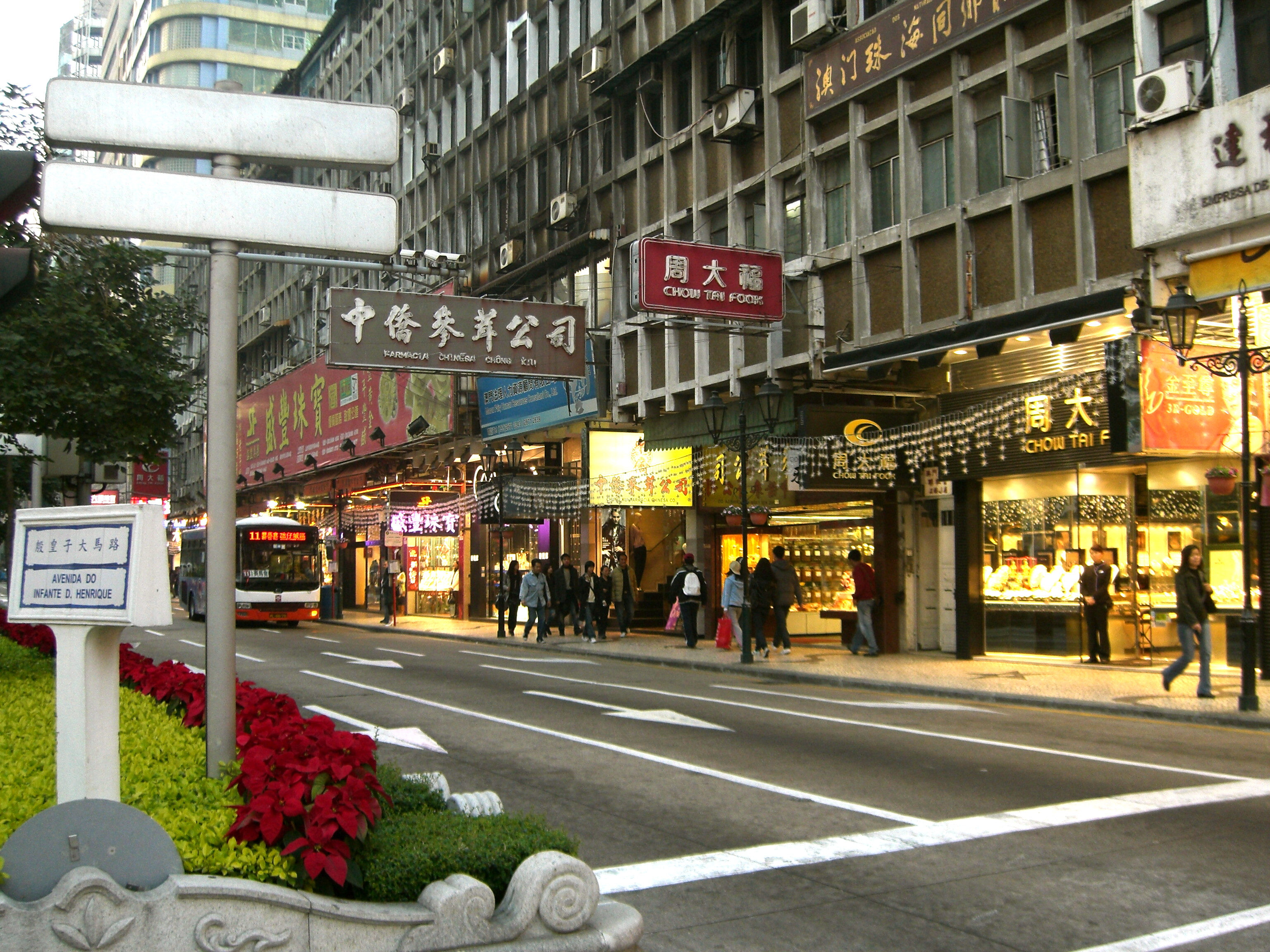
殷皇子大馬路以西北的店鋪

葡京酒店於1970年揭幕，其門前也修築了一條道路，名為「葡京路（Avenida de Lisboa）」。而又因為葡京酒店附設賭場，是故亦造就了殷皇子大馬路曾一度成為當鋪林立之地——1970至90年代初時，由於新口岸區的房產未發展完全，故這一帶的商鋪自然地便屬當時最就近的地方之一。1980年代中後期時這一帶曾有逾10家押店開設，單在殷皇子大馬路就有5家，5家都集中在此街以西北（1987年，以約翰四世大馬路為界）。不過隨着新口岸區的迅速發展，街上的當鋪集中情況則漸漸南移，1995年曾達到最高峰地有6家押店同時營業，但有些已在靠近西南端的鋪位開設。2000年代初，不少當鋪都改於新口岸設店，這裏大部份原來作為押店的鋪位漸漸由鐘錶與首飾店取代，多家港資首飾店包括金至尊、周大福等都陸續在此一帶設立分店；自此，當鋪林立於殷皇子大馬路的光景不再，2016年時僅餘下2家押店仍在營業。
時至2005年，殷皇子大馬路中間的休憩區被取消，改造為現在的花圃，在與羅保博士街交界處還建有兩個水池。又因為亞馬喇前地的改建，2006年此馬路以東南的一段開挖了一條隧道通往亞馬喇前地的地底迴旋處，以利交通。
現時這條馬路是澳門其中一條繁忙街道，與亞美打利庇盧大馬路組成一條來往外港與內港的其中一條主要幹線。

## 沿途地點

### 新葡京（舊工人球場）

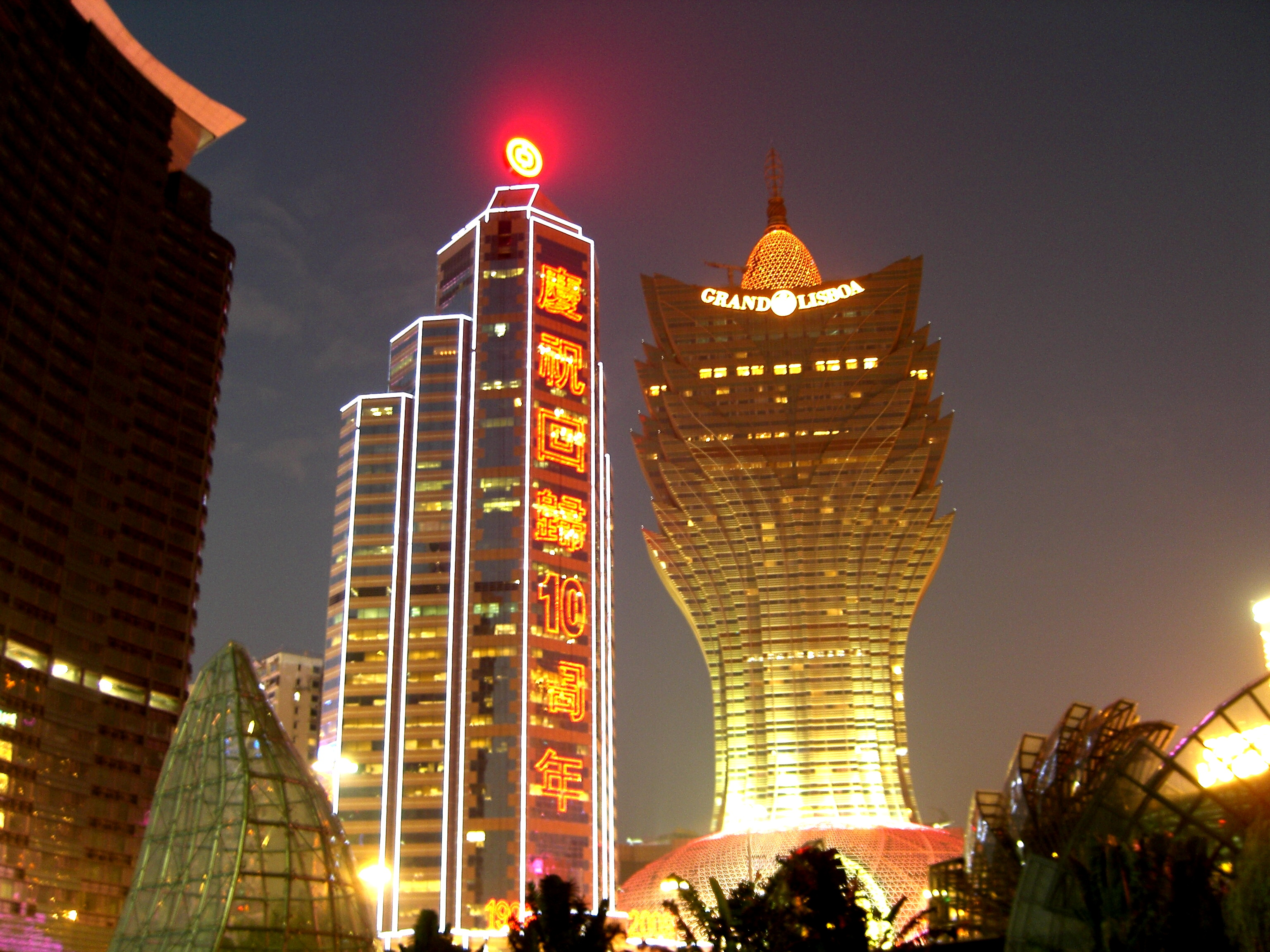
中銀大廈(左)與新葡京(右)

此處位於葡京路和商業學校街之間，最初是澳門廣大中學專用的球場，故當時坊間稱之為「廣大球場」。後來澳門工會聯合總會將之擴建成為「工人體育場」，坊間俗稱「工人球場」，於1958年正式落成並對外開放，球場佔地約10000平方米。
工人球場內設有足球場和籃球場各兩個，還有活動中心和茶水間。此後球場也成為一些大型活動的舉行場地，如公益金百萬行起步點、年宵花市、明愛慈善園遊會等。至2002年，工人體育場搬遷至關閘旁，而原址在2004年動工興建新葡京。
新葡京樓高258米，為一家五星級豪華酒店，提供431間客房，內有1間娛樂場和18家餐廳。娛樂場和酒店分別於2007年2月11日和2008年12月17日開幕。

### 澳門葡文學校

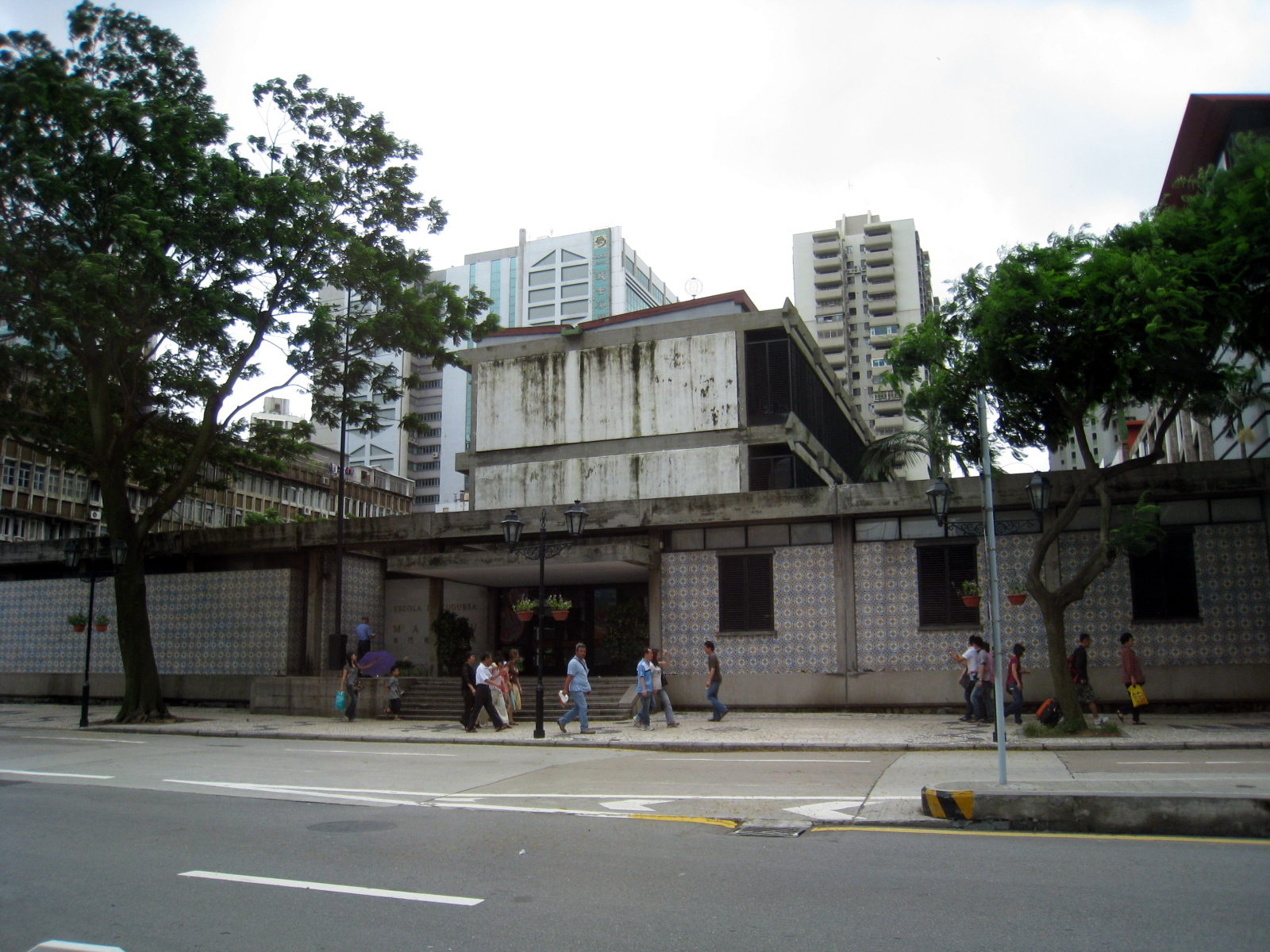
澳門葡文學校

在商業學校街與約翰四世大馬路之間的澳門葡文學校，是原澳門商業學校、利宵中學等合併而來，校址也原屬於商業學校。考澳門商業學校，於1887年開辦，當時校址位於現在的夜呣斜巷滙業銀行行政中心，至1960年代遷到現址。而其對面當時曾是利宵中學校址。
利宵中學在1894年創辦，最初名為「國立殷皇子紀念中學」，當時地處現在的荷蘭園正街澳門中央圖書館，至1958年校址遷到商業學校對面。利宵中學在1986年再遷至新口岸後，該處後來發展為中國銀行澳門分行大廈、友誼廣場等。
1998年因收生不足等緣故，澳門商業學校、利宵中學和鮑思高中學合併建校，成為現在的澳門葡文學校，而商業學校在殷皇子大馬路的原址則由澳門葡文學校接管。在澳門葡文學校內，有一座恩里克王子的銅像。

### 莉娜大廈

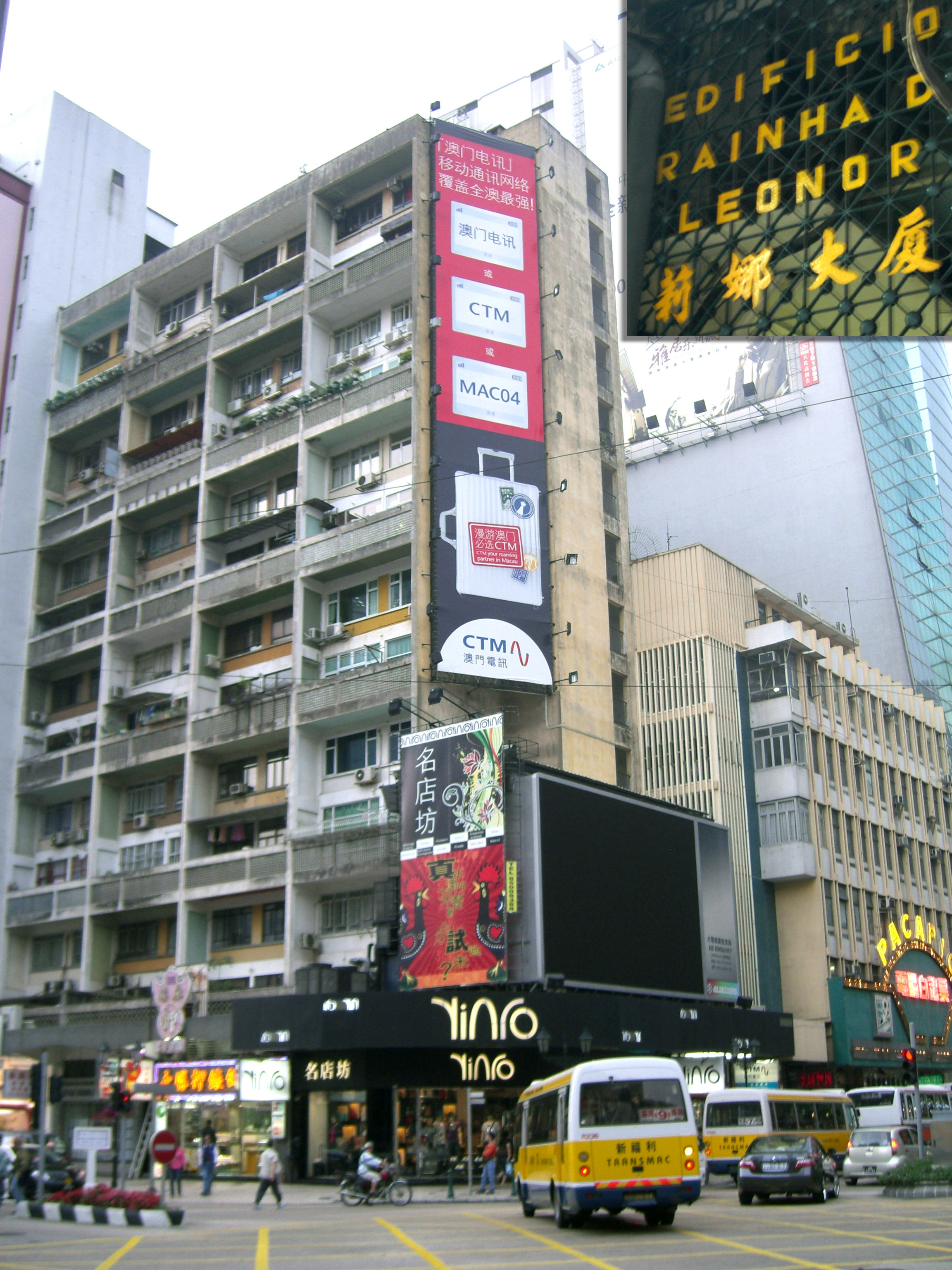
莉娜大廈(左)及榮興彩票公司(右)
（右上角小圖為莉娜大廈門面）

坐落於此街與約翰四世大馬路交界處西側的莉娜大廈，於1959年興建，由仁慈堂斥資興建，為一座樓高13層的複式商住大廈，也是自1930年代南灣填海後，在該填地上的第一座商住大廈，於1961年落成當時更是澳門最高的民房。2000年代起外牆設有大型廣告橫額和視訊幕牆。
「莉娜」所指的是葡萄牙和阿爾加爾維國王若昂二世的妻子莉娜皇后（Rainha D. Leonor），她在1491年8月15日在葡萄牙里斯本創辦仁慈堂。

### 榮興彩票有限公司
榮興彩票有限公司成立於1962年，為澳門旅遊娛樂有限公司的子公司，在1965年取得經營合約後，便從新馬路舊址遷至莉娜大廈旁邊之七層高現址。該公司最初經營白鴿票、舖票等彩票，早期該址門口有一個門字坊燈箱，上面寫有千字文，開彩後會亮出20個中獎字。1990年起榮興彩票進行電腦化，門面改裝為寫有「電腦白鴿票」的燈箱，而投注到開彩過程均由電腦控制，每15分鐘開彩一次，每場最高可贏30萬澳門元。
此外，澳門彩票有限公司的總部亦位於該大樓內。

### 其他

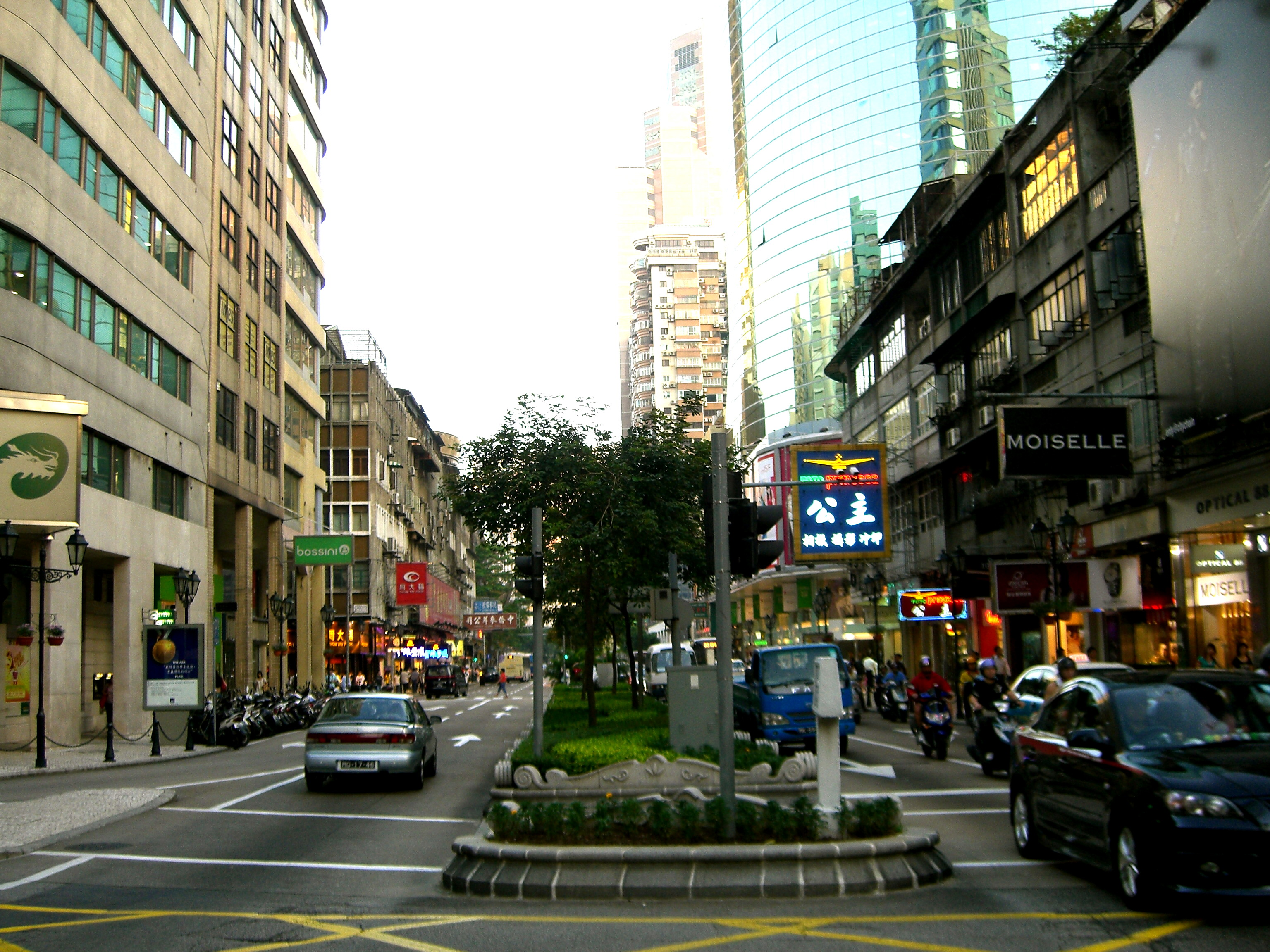
從新馬路望向殷皇子大馬路

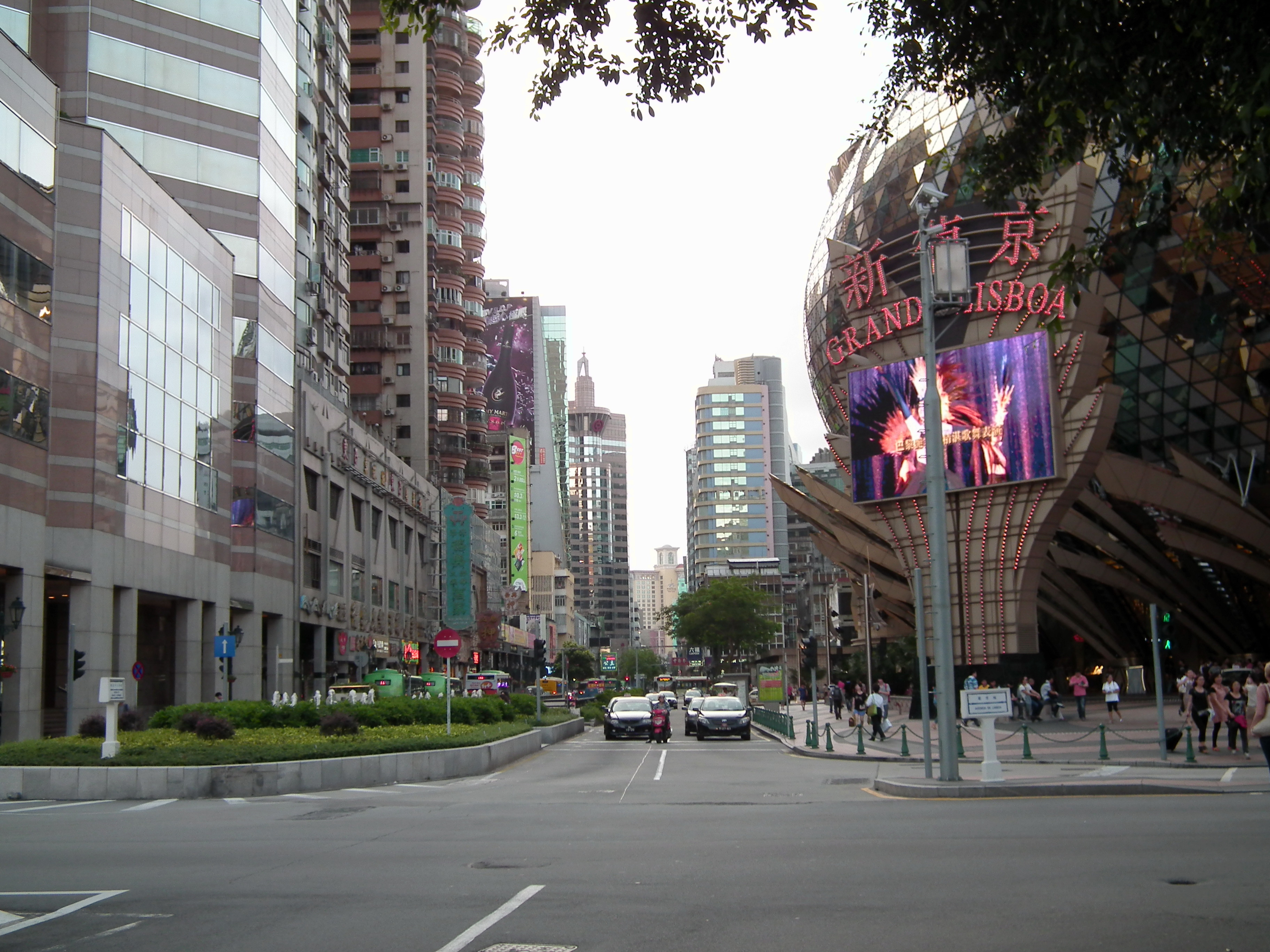
從亞馬喇前地望向殷皇子大馬路

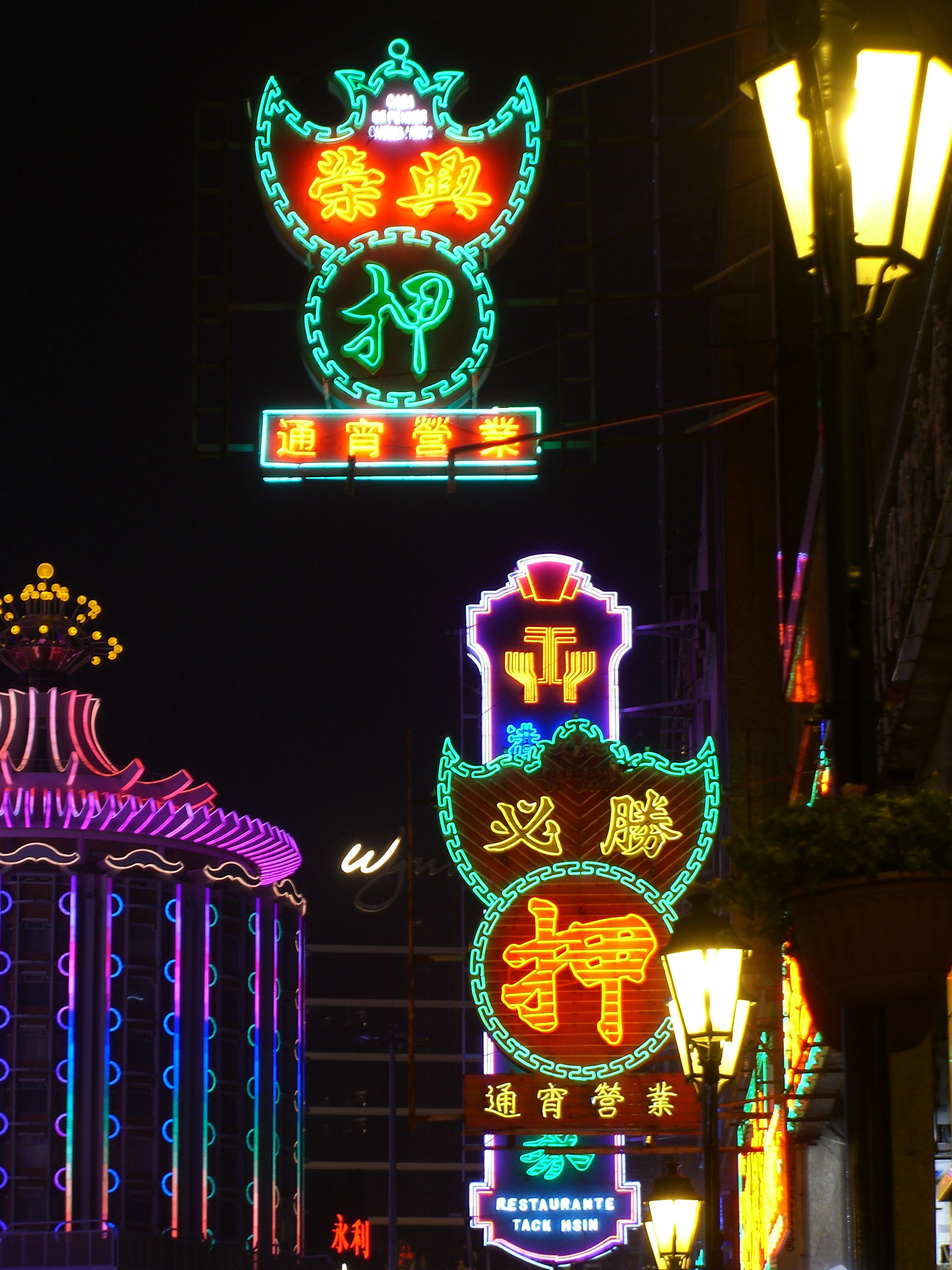
夜幕下的殷皇子大馬路以南

- 中國銀行澳門分行大廈
- 澳門廣場
- 澳門商業銀行大廈

## 備註
1. ↑  皇子街，官方又稱「泗碼頭」，位於花王堂區西南，全長約90米，西端在海邊新街連接非利喇街，東端則止於果欄街與快艇頭街交界。
2. ↑  葡京路全長約155米，西南端由亞馬喇前地起，東北端接加思欄馬路、羅理基博士大馬路與賈羅布大馬路交界。
3. ↑  酒店是以七星級標準設計的，但由於澳門旅遊局所訂定的酒店星級標準最高為「五星級豪華」，故只可以分類為五星級豪華酒店。
4. ↑   註:

- 上文提及的有關街道的長度、寬度與面積如無特別註明均透過澳門地圖繪製暨地籍局發行的軟件——澳門地圖通的量度功能得出。

## 外部連結
- . 澳門雜誌. 2014年11月15日, (第102期)  [2016年3月6日]. （原始内容存档于2016年3月6日）.